# Toft (Cheshire)
Toft – wieś w Anglii, w hrabstwie ceremonialnym Cheshire, w dystrykcie (unitary authority) Cheshire East. Leży 37 km na wschód od miasta Chester i 250 km na północny zachód od Londynu. W 2001 miejscowość liczyła 81 mieszkańców.